# Franz Edmund Josef von Schmitz-Grollenburg

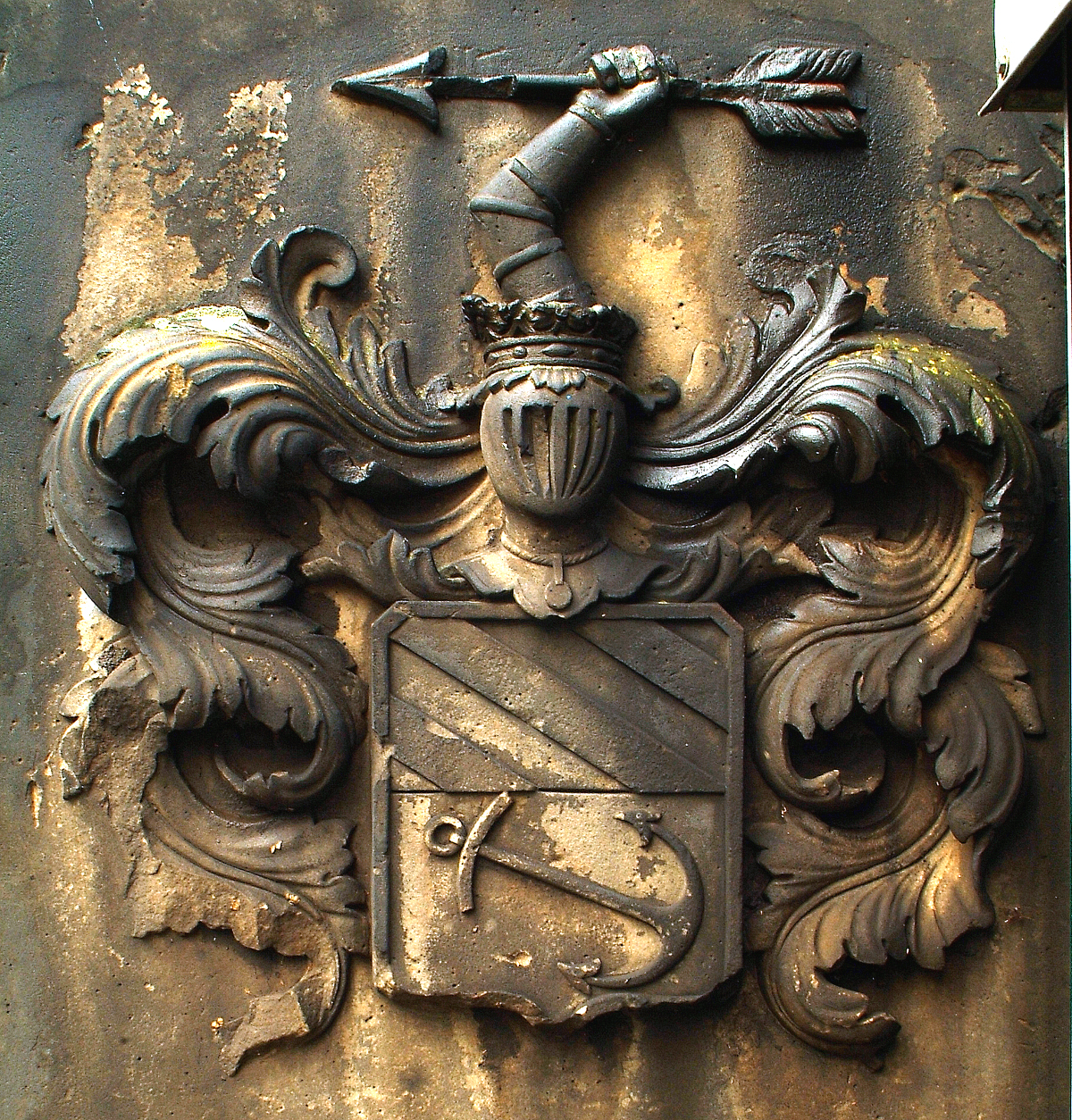
Wappen der Reichsfreiherrn; Detail des Grabsteins

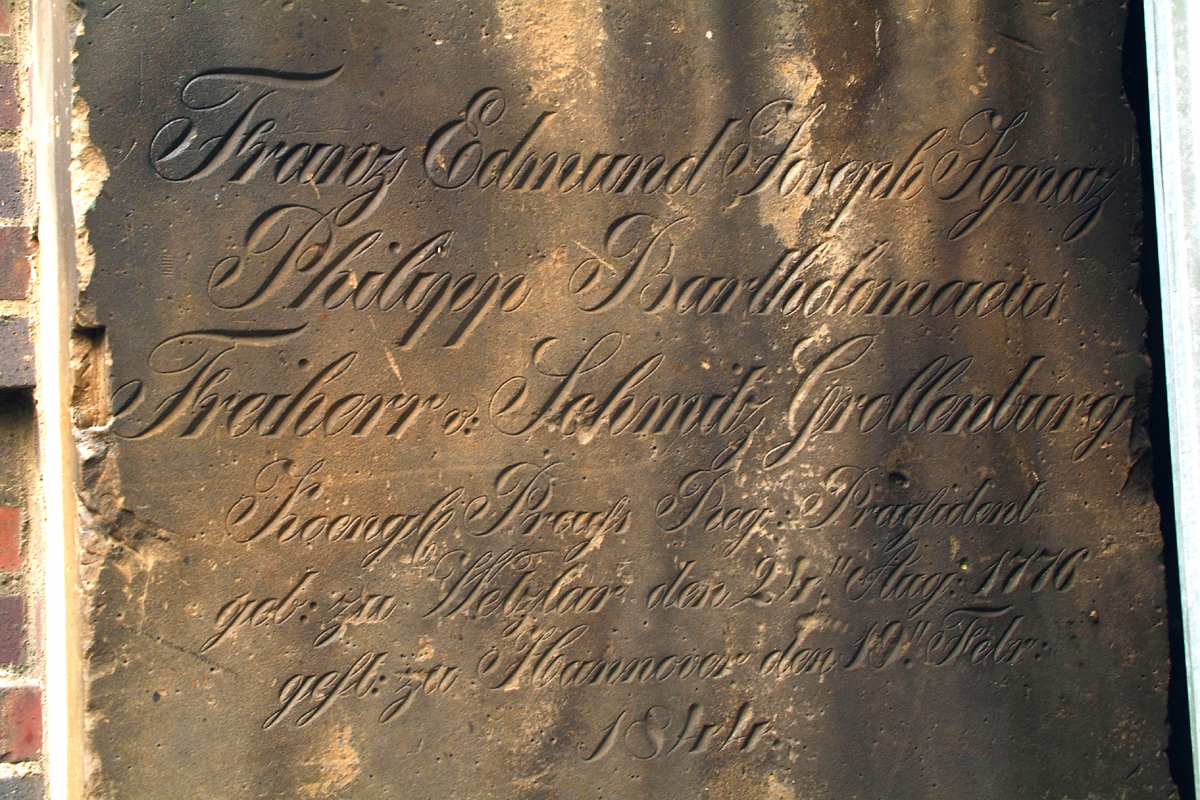
Dieselbe Grabplatte: Vollständiger Name des preußischen Regierungspräsidenten

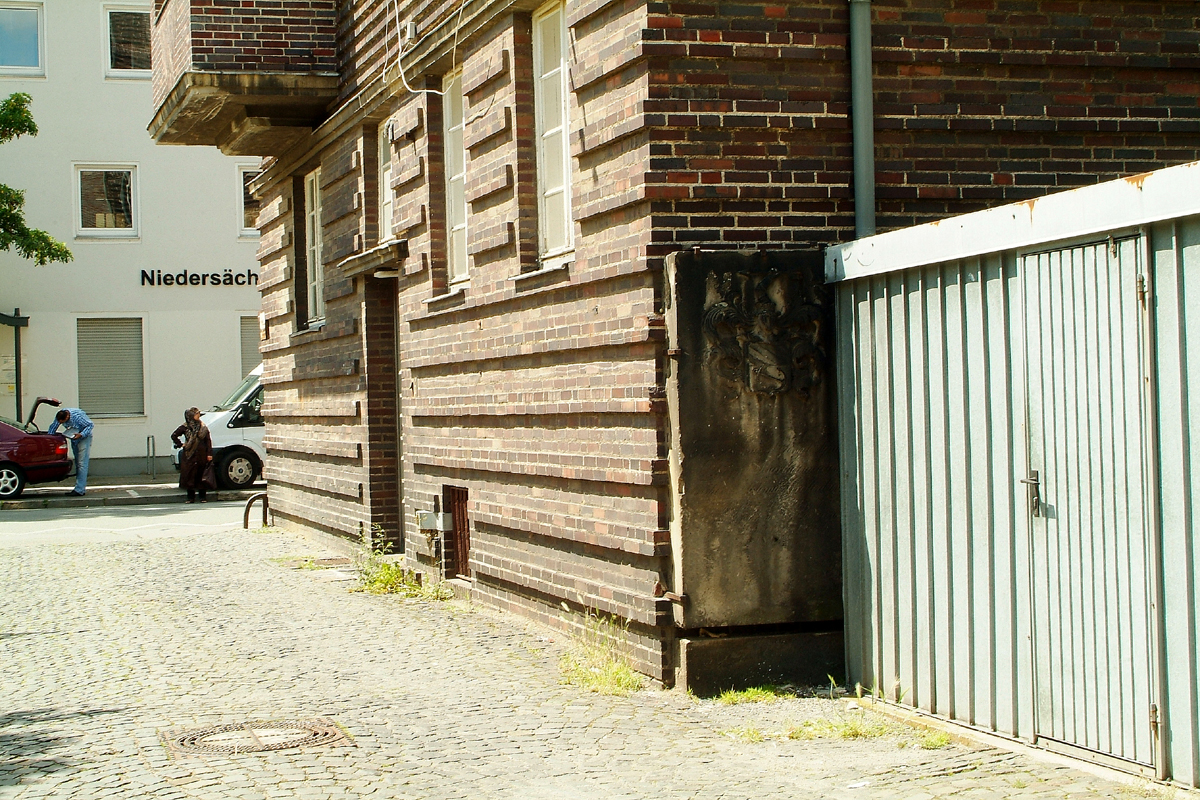
Die Grabplatte an der rückseitigen Hauswand in der Maschstraße

Franz Edmund Joseph Ignaz Philipp Bartholomaeus Freiherr von Schmitz-Grollenburg (* 24. August 1776 in Wetzlar; † 19. Februar 1844 in Hannover) war ein deutscher Diplomat, Regierungspräsident und Reichsfreiherr. Er war während der sogenannten „Franzosenzeit“ eine wichtige Persönlichkeit der Geschichte, insbesondere des Saarlandes.

## Leben

### Herkunft
Franz Edmund Josef von Schmitz-Grollenburg war der Sohn des Reichskammergerichtsassessors Friedrich Franz Josef Freiherr von Schmitz, genannt Grollenburg, der 1792 Reichsfreiherr geworden war und noch bis 1818 in Wetzlar lebte, sowie der Maria Scholastika Geduld von Jungenfeld. Er war eines von elf Geschwistern. Sein ältester Bruder war der spätere Politiker Philipp Moritz von Schmitz-Grollenburg.

### Familie
Franz Edmund Josef von Schmitz-Grollenburg heiratete am 28. Mai 1801 Isabella von Zillerberg (1779–1845), sie war die Tochter des kaiserlichen wirklichen Geheimen Rates, kurkölnischer Kämmerer sowie Direktorial-Gesandter bei der Reichsversammlung in Regensburg Johann Sebastian von Zillerberg und Therese von Lützow. Schmitz-Grollenburg hatte mit seiner Frau vier Töchter:
- Maria Josepha Isabella  (* 17. Januar 1808; † 13. Juni 1863) ⚭ Adolf von der Horst (1806–1880), Abgeordneter.
- Johanna Scholastika ⚭ Joseph Heinrich von Solemacher, Hofrat
- Therese Maria Anna Isabella von (* 26. Juli 1806; † 31. Januar 1887) ⚭ Ernst Wilhelm Georg Heinrich Friedrich von Korff zu Waghorst (* 13. September 1792; † 11. November 1860),[5] Landrat

Eine Tochter ging in das St. Annenstift in München.

### Werdegang
Franz Edmund Josef von Schmitz-Grollenburg besuchte das Gymnasium in Würzburg. 1790 erhielt er das Freiherrndiplom im kurpfälzischen Reichsvikariat. In den Jahren von 1793 bis 1797 studierte er Rechtswissenschaften an der Universität Erfurt sowie an der Universität Göttingen. Am 1. Januar 1797 wurde von Schmitz-Grollenburg zunächst zum Hof- und Regierungsrat in salzburgischen Diensten ernannt, gut vier Jahre später am 2. Mai 1801 zum salzburgischen Kammerherrn. In den Jahren von 1801 bis 1806 fungierte von Schmitz-Grollenburg als Gesandter für die Fürstenhäuser Hohenzollern und Arenberg. Von 1806 bis 1813 vertrat er als Gesandter die Fürstentümer Hohenzollern-Sigmaringen, Hohenzollern-Hechingen und Liechtenstein beim Rheinbund.
Zum Ende der sogenannten Franzosenzeit war von Schmitz zu Grollenburg von 1814 bis 1815 Gouvernementskommissar des Wälderdepartements in Luxemburg, ab Mai 1815 Generalgouverneur des Département de la Sarre in Kreuznach, ab Juni in Trier. Am 13. März 1816 wurde er Abteilungsdirektor bei der Regierung in Koblenz. Kurz darauf stieg er am 9. August 1817 zum Regierungsvizepräsidenten in Trier auf, wurde knapp ein Jahr darauf am 29. Mai 1818 zum dortigen Regierungspräsidenten ernannt. Am 31. Oktober 1831 wurde von Schmitz zu Grollenburg zum Regierungspräsidenten in Düsseldorf ernannt und war in dieser Stellung aktiv bis zu seiner Pensionierung am 1. März 1834.
Von Schmitz-Grollenburg starb 1844 in Hannover. Sein Grabstein mit dem Familienwappen findet sich dort am Ort des 1926 aufgelassenen St.-Johannis-Friedhofs zwischen der Hildesheimer Straße und der Maschstraße.

## Ehrungen
- Franz Edmund Joseph Ignaz Philipp Bartholomaeus Freiherr von Schmitz-Grollenburg wurde mit dem Roten Adlerorden 2. Klasse mit Schleife ausgezeichnet.[4]